# Emilia Clarke
Emilia Isobel Euphemia Rose Clarke (sinh ngày 23 tháng 10 năm 1986) là một nữ diễn viên người Anh. Sau khi tốt nghiệp tại Trung tâm Kịch nghệ London, cô bắt đầu sự nghiệp của mình bằng nhiều vở kịch trên sân khấu. Năm 2009, cô xuất hiện lần đầu tiên trên màn ảnh nhỏ với vai khách mời trong phim truyền hình dài tập đề tài y khoa của kênh BBC One mang tên Doctors. Một năm sau đó, cô được tạp chí Screen International vinh danh là một trong những "Ngôi sao người Anh đầy hứa hẹn" nhờ diễn xuất trong bộ phim Trias Attack của kênh Syfy. Vai diễn đột phá Daenerys Targaryen trong phim truyền hình giả tưởng Game of Thrones (2011–2019) đã đưa tên tuổi của Clarke ra toàn thế giới, cũng như giúp cô gặt hái nhiều thành tựu trong đó có bốn đề cử giải Primetime Emmy.
Clarke ra mắt các khán giả Broadway với vai Holly Golightly trong vở kịch Breakfast at Tiffany's (2013) và đảm nhiệm nhân vật Nina trong vở The Seagull của nhà hát West End, vốn đã có các buổi chiếu thử nhưng phải tạm ngừng công chiếu trong năm 2020 do ảnh hưởng của đại dịch COVID-19. Một số vai diễn điện ảnh đáng chú ý của cô gồm có Sarah Connor trong phim khoa học viễn tưởng Kẻ hủy diệt: Thời đại Genisys (2015) và Qi'ra trong Solo: Star Wars ngoại truyện (2018). Clark đóng chính trong các tác phẩm lãng mạn Trước ngày em đến (2016) và Last Christmas (2019). Năm 2018, cô được Viện Hàn lâm Nghệ thuật Điện ảnh và Truyền hình Anh Quốc trao tặng giải Nghệ sĩ Anh của năm. Tạp chí Time vinh danh Clark là một trong 100 người có ảnh hưởng nhất thế giới năm 2019.

## Tiểu sử
Emilia Isobel Euphemia Rose Clarke sinh ngày 23 tháng 10 năm 1986 tại London và lớn lên ở Oxfordshire. Cha cô, Peter Clarke, là một kỹ sư âm thanh nhà hát xuất thân từ Wolverhampton, còn mẹ cô, Jennifer, là một nữ doanh nhân kiêm phó chủ tịch mảng tiếp thị của một công ty tư vấn quản lý quốc tế. Tổ tiên bên ngoại của Clark là người Ấn Độ; trong một cuộc phỏng vấn năm 2018, cô tiết lộ bà ngoại mình là con ngoài giá thú của cụ cô và một người đàn ông đến từ tiểu lục địa Ấn Độ. Bà cô phải trang điểm để che đi làn da ngăm đen thừa hưởng từ cha mình. Clarke cho rằng đây là nguồn gốc của "truyền thống đấu tranh" trong gia đình mình, chia sẻ: "Việc [bà tôi] buộc phải che giấu màu da của mình và phải hết sức cố gắng để hòa nhập với mọi người, đó quả là một điều cực kì khó khăn." Anh trai Bennett của cô làm việc trong ngành giải trí và từng góp mặt trong đội ngũ quay phim của Game of Thrones.
Clarke cho biết cô bắt đầu quan tâm đến diễn xuất từ khi mới ba tuổi sau khi xem vở nhạc kịch Show Boat. Cô theo học trường Công giáo Rye St Antony ở Headington và trường nội trú công lập St Edward ở Oxford nhưng nghỉ học vào năm 2005. Sau khi tốt nghiệp trung học, Clarke nộp đơn vào Học viện Kịch nghệ Hoàng gia, Viện Âm nhạc và Nghệ thuật London và Trường Âm nhạc và Kịch nghệ Guildhall nhưng không trúng tuyển. Cô dành thời gian làm việc và đi du lịch trước khi vào học tại Trung tâm Kịch nghệ London, sau đó tốt nghiệp năm 2009.

## Các tác phẩm đã tham gia

### Điện ảnh
| Năm  | Tựa đề                        | Vai diễn                | Ghi chú                     | Tham khảo |
| ---- | ----------------------------- | ----------------------- | --------------------------- | --------- |
| 2009 | Lisa's Story                  | Lisa                    | Phim ngắn cho Samaritans    | [ 13 ]    |
| 2012 | Shackled                      | Malu                    | Phim ngắn                   | [ 14 ]    |
| 2012 | Spike Island                  | Sally Harris            |                             | [ 15 ]    |
| 2013 | Dom Hemingway                 | Evelyn Hemingway        |                             | [ 16 ]    |
| 2015 | Kẻ hủy diệt: Thời đại Genisys | Sarah Connor            |                             | [ 17 ]    |
| 2016 | Trước ngày em đến             | Louisa Clark            |                             | [ 18 ]    |
| 2017 | Voice from the Stone          | Verena                  |                             | [ 19 ]    |
| 2018 | Solo: Star Wars ngoại truyện  | Qi'ra                   |                             | [ 20 ]    |
| 2018 | Leading Lady Parts            | Chính mình              | Phim ngắn                   | [ 21 ]    |
| 2019 | Above Suspicion               | Susan Smith             |                             | [ 22 ]    |
| 2019 | Giáng sinh năm ấy             | Katarina "Kate" Andrich |                             | [ 23 ]    |
| 2022 | The Amazing Maurice           | Malicia                 | Lồng tiếng                  | [ 24 ]    |
| 2023 | The Pod Generation            | Rachel Novy             |                             | [ 25 ]    |
| 2025 | The Twits †                   |                         | Voice role; Post-production | [ 26 ]    |
| TBA  | Next Life                     | Ivy                     | Post-production             | [ 27 ]    |

### Truyền hình
| Năm       | Tựa đề              | Vai diễn              | Ghi chú                              | Tham khảo |
| --------- | ------------------- | --------------------- | ------------------------------------ | --------- |
| 2009      | Doctors             | Saskia Mayer          | Tập "Empty Nest"                     | [ 28 ]    |
| 2010      | Triassic Attack     | Savannah Roundtree    | Phim điện ảnh truyền hình            | [ 29 ]    |
| 2011–2019 | Game of Thrones     | Daenerys Targaryen    | Vai chính; 62 tập                    | [ 30 ]    |
| 2013      | Futurama            | Marianne (lồng tiếng) | Tập "Stench and Stenchibility"       | [ 31 ]    |
| 2016      | Robot Chicken       | Bridget (lồng tiếng)  | Tập "Joel Hurwitz Returns"           | [ 32 ]    |
| 2017      | Animals             | Lumpy (lồng tiếng)    | Tập "Rats."                          | [ 33 ]    |
| 2017      | Thunderbirds Are Go | Doyle (lồng tiếng)    | Tập "Rigged for Disaster"            | [ 34 ]    |
| 2019      | Saturday Night Live | Chính mình            | Tập "Kit Harington / Sara Bareilles" | [ 35 ]    |
| 2023      | Secret Invasion     | G'iah                 | Vai chính; 6 tập                     | [ 36 ]    |
| TBA       | Criminal †          | Mallory               | In production                        | [ 37 ]    |
| TBA       | Next Life           | Ivy                   | Post-production                      | [ 38 ]    |

### Âm nhạc
| Năm  | Album         | Bài hát           | Tham khảo |
| ---- | ------------- | ----------------- | --------- |
| 2013 | Dom Hemingway | Fisherman's Blues | [ 39 ]    |

### Trò chơi điện tử
| Năm  | Tựa đề          | Lồng tiếng         | Ghi chú          | Tham khảo |
| ---- | --------------- | ------------------ | ---------------- | --------- |
| 2015 | Game of Thrones | Daenerys Targaryen | Dựa trên bộ phim | [ 40 ]    |

### Sân khấu
| Năm  | Tựa đề                 | Vai diễn                    | Ghi chú                    | Tham khảo |
| ---- | ---------------------- | --------------------------- | -------------------------- | --------- |
| 2013 | Breakfast at Tiffany's | Holiday "Holly" Golightly   | Nhà hát Cort               | [ 41 ]    |
| 2020 | Private Lives          | Sybil                       | Liên hoan Nhà hát Lockdown | [ 42 ]    |
| 2020 | The Seagull            | Nina Mikhailovna Zarechnaya | Nhà hát Playhouse          | [ 43 ]    |